# Romans pasterski
Romans pasterski (także: powieść pastoralna) – utwór epicki pisany prozą przeplataną wierszem, którego głównym tematem jest miłość wśród wyidealizowanych pasterzy lub arystokratów w pasterskim przebraniu. Gatunek był wytworem kultury dworskiej okresu renesansu i baroku; reprezentował i utrwalał jej ideały obyczajowe i erotyczne.

## Powstanie gatunku
Za pierwszy romans pasterski w literaturze europejskiej uznać można opowiadanie Dafnis i Chloe napisane w II w. n.e. przez Longosa, utwór ten jednak nie wywarł bezpośredniego wpływu na późniejszy rozwój gatunku. Właściwy romans pasterski powstał w okresie odrodzenia, kiedy to powrót do tradycji antycznej spowodował ponowne pojawienie się tematów bukolicznych i pasterskich w poezji. Był on w pewnym sensie epickim rozwinięciem miłosnej eklogi, która miała formę dialogu, a przemawiający pasterze opowiadali o swych uczuciowych perypetiach. Podobnie w romansie pasterskim mamy do czynienia z postaciami opisującymi swe miłosne przeżycia i rozważającymi moralne, filozoficzne i psychologiczne aspekty miłości.
Wczesnym zwiastunem rozwoju gatunku było opowiadanie Boccaccia Ameto (Komedia o florenckich nimfach) (1342), alegoria moralna o miłości pasterza Ameto do jednej z siedmiu nimf, uosabiających cnoty główne i teologiczne. Za prekursora romansu pasterskiego uważa się jednak Jacopa Sannazaro i jego Arcadię (1504), która posiada już charakterystyczną dla gatunku narrację mieszającą prozę z poezją liryczną. Jednak we Włoszech tematy pastersko-arkadyjskie pozostały raczej domeną poezji i dramatu (np. Battista Guarini, Wierny pasterz (Il pastor fido), 1590).

### Romans pasterski w Hiszpanii
Hiszpania była krajem, gdzie romans pasterski rozwinął się najwcześniej i gdzie jest reprezentowany przez bardzo liczne utwory. W drugiej połowie XVI wieku jest to najpopularniejszy gatunek literacki, potem zainteresowanie nim powoli słabnie.
- Jorge de Montemayor – Los siete libros de la Diana (1559)
- Antonio Pérez – La segunda parte de la Diana (1564)
- Gaspar Gil Polo – La Diana enamorada (1564)
- Miguel de Cervantes – Galatea (1585)
- Lope de Vega – Arcadia (1598)

### Romans pasterski w Anglii
- Philip Sidney – Arcadia (1590)
- Robert Greene – Menaphon (1589, wyd. II pod tytułem Greene’s Arcadia, 1599)
- Thomas Lodge – Rosalynde (1590) – romans, który stał się inspiracją dla sztuki Jak wam się podoba Szekspira

### Romans pasterski we Francji
- Honoré d’Urfé – Astrea (1607–1621); ostatnia część została opublikowana przez Balthasara Bara w 1627 r.
- Tristan l'Hermite – La maison d’Astrée (Dom Astrei, 1626)